# Segom

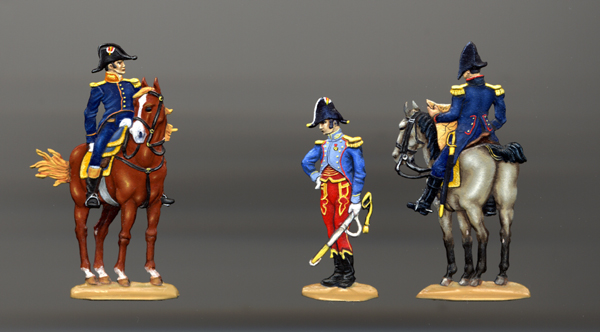
Plats d'étain napoléoniens

La société Segom Miniatures (acronyme de  « Société d'Édition Générale d'Objets Moulés  » ) était un fabricant français de figurines historiques Figurines en acétate de cellulose, ces figurines en « ronde bosse » à assembler et à peindre représentaient essentiellement des soldats de la période du Premier Empire aux échelles 1/72e et 1/32e. Elle fut pionnière en ce domaine. À partir des années 80 elle se dirigea vers la fabrication de plats d'étain.